# Reedley (Kalifornija)
Reedley je grad u američkoj saveznoj državi Kalifornija. Prema popisu stanovništva iz 2010. u njemu je živjelo 24.194 stanovnika.